# Spadochronowe Mistrzostwa Śląska 2016
Spadochronowe Mistrzostwa Śląska 2016 – odbyły się 11 czerwca 2016 na lotnisku Gliwice. Gospodarzem Mistrzostw był Aeroklub Gliwicki, a organizatorem Sekcja Spadochronowa Aeroklubu Gliwickiego. Patronat nad Mistrzostwami sprawował VII Oddział Związku Polskich Spadochroniarzy w Katowicach. Do dyspozycji skoczków był samolot An-2TD SP-AOB. Skoki wykonywano z wysokości 1000 m i opóźnieniem 0–5 sekund.

## Rozegrane kategorie
Mistrzostwa rozegrano w pięciu kategoriach celności lądowania:
- indywidualnie
  - spadochronów klasycznych – 4 kolejki skoków
  - spadochronów szybkich – 2 kolejki skoków
  - spadochronów szkolnych – 2 kolejki skoków
- drużynowo
  - spadochronów szybkich
  - spadochronów szkolnych.

## Kierownictwo Mistrzostw
- Sędzia Główny – Ryszard Koczorowski
- Kierownik Sportowy – Jan Isielenis.

Źródło:.

## Medaliści
Medalistów Spadochronowych Mistrzostw Śląska 2016 podano za: Jan Isielenis, Archiwum Sekcji Spadochronowej Aeroklubu Gliwickiego, 2016, s. 1–3.
| Konkurencja                           | Złoto               | Srebro                 | Brąz            |
| Spadochrony klasyczne – indywidualnie | Jan Isielenis       | Danuta Polewska        | Marcin Willner  |
| Spadochrony szybkie – indywidualnie   | Grzegorz Wawrzyniak | Tymoteusz Tabor        | Paweł Mostowski |
| Spadochrony szkolne – indywidualnie   | Cezary Pawlikowski  | Dariusz Frąc           | Adam Bernacki   |
| Spadochrony szybkie – drużynowo       | Ruda Team Gliwice   | Inter Gliwice–ZPS Łódź | Gliwice I       |
| Spadochrony szkolne – drużynowo       | Gliwice I           | Gliwice II             | Z.S.O. Knurów   |

## Wyniki
Wyniki Spadochronowych Mistrzostw Śląska 2016 podano za: Jan Isielenis, Archiwum Sekcji Spadochronowej Aeroklubu Gliwickiego, 2016, s. 1–3.
W Mistrzostwach brało udział 38 zawodników  Polska.

### Klasyfikacja indywidualna (celność lądowania – spadochronyklasyczne)

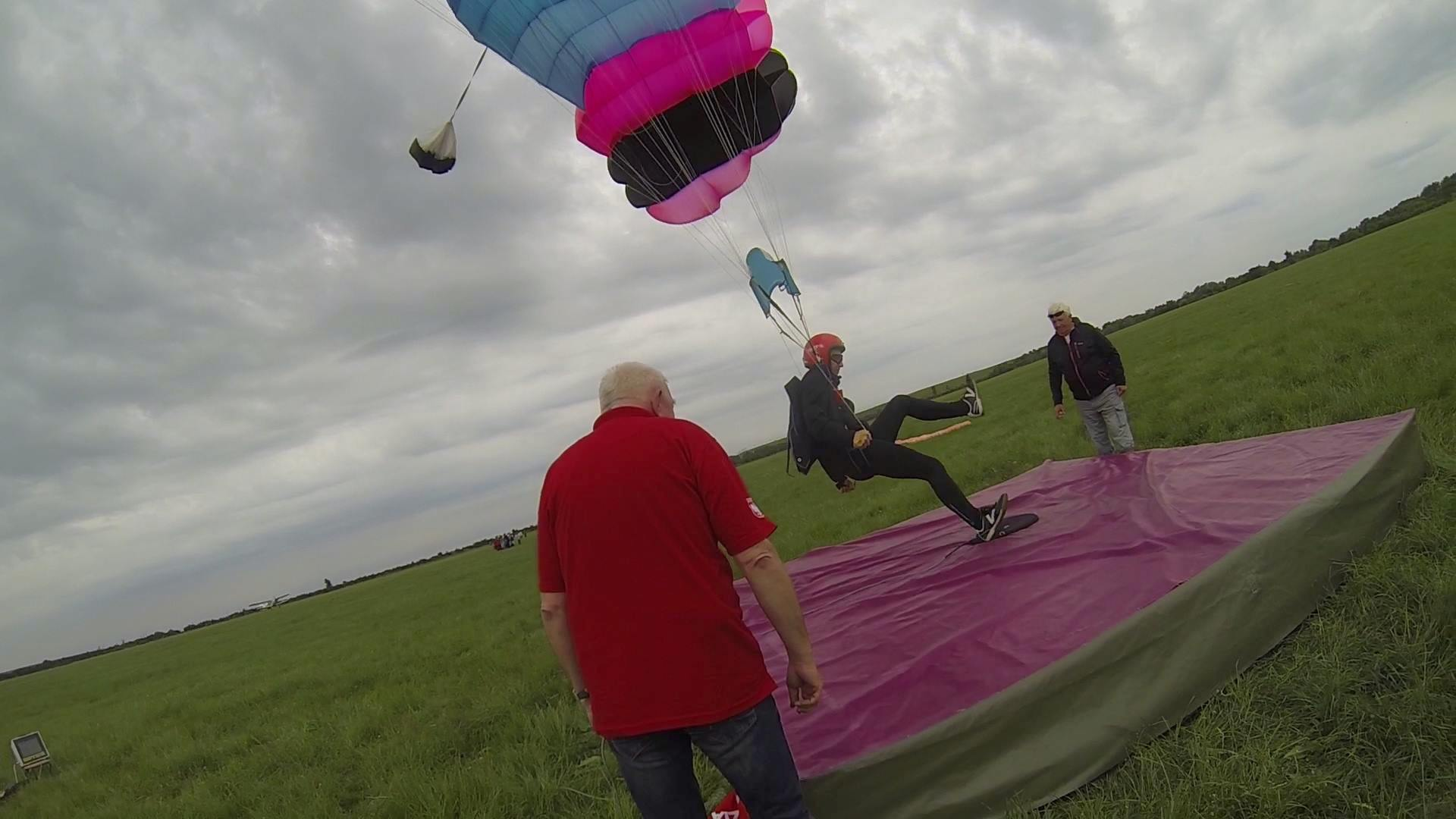
Marcin Willner – spadochrony „klasyczne”

| Miejsce | Imię i nazwisko               | Nota łączna | Drużyna           |
| 1.      | Jan Isielenis                 | 83 cm       | Aeroklub Gliwicki |
| 2.      | Danuta Polewska               | 186 cm      | Aeroklub Gliwicki |
| 3.      | Marcin Willner                | 315 cm      | Aeroklub Gliwicki |
| 4.      | kpt. Norbert Szczypuła        | 322 cm      | 6 bpd Gliwice     |
| 5.      | mł. chor. Krzysztof Zieliński | 345 cm      | 6 bpd Gliwice     |
| 6.      | st. sierż. Mariusz Bieniek    | 400 cm      | 6 bpd Gliwice     |
| 7.      | Krzysztof Gołda               | 400 cm      | Jaworzno          |

### Klasyfikacja indywidualna (celność lądowania – spadochronyszybkie)

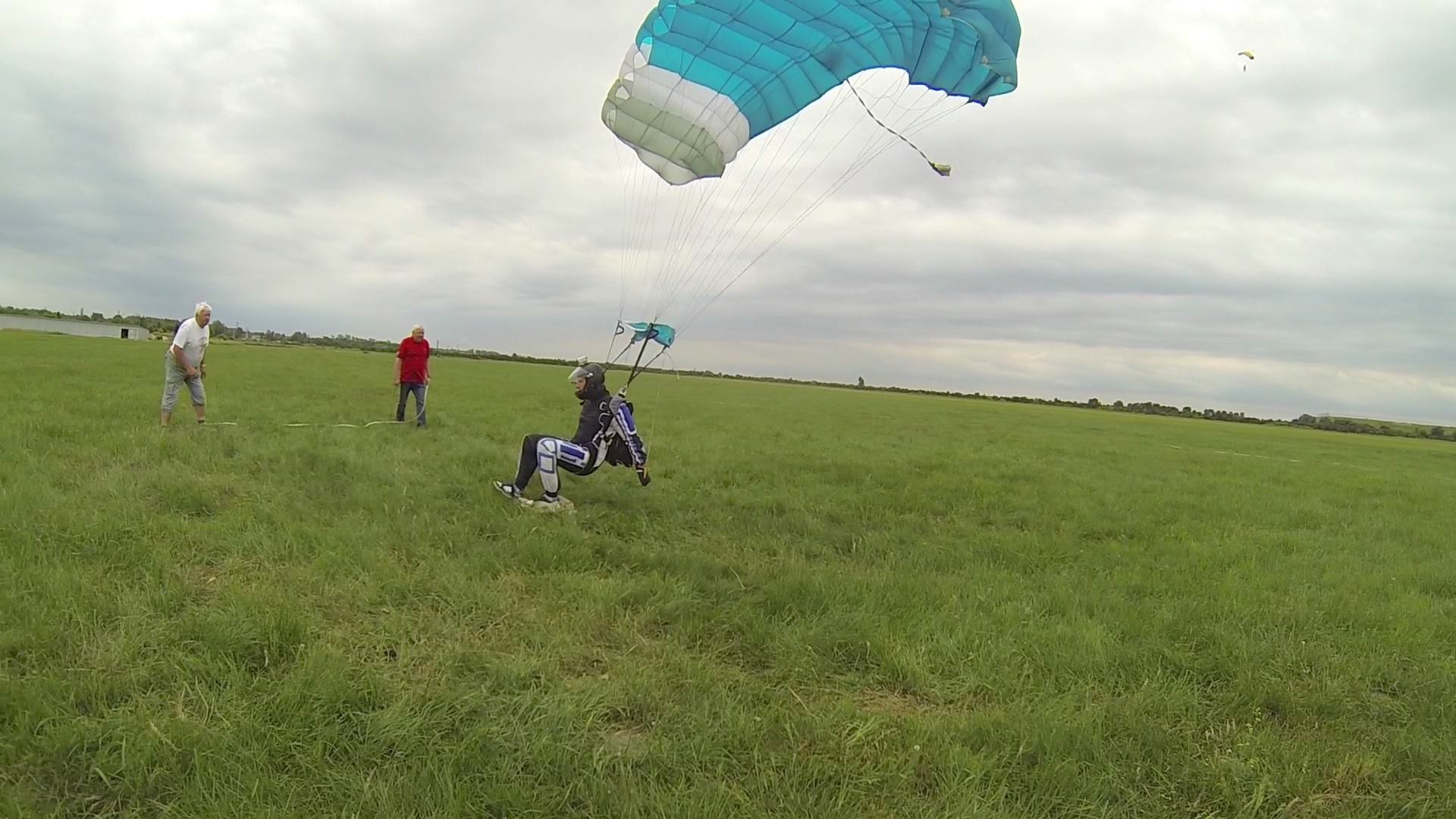
Tymoteusz Tabor – spadochrony „szybkie”

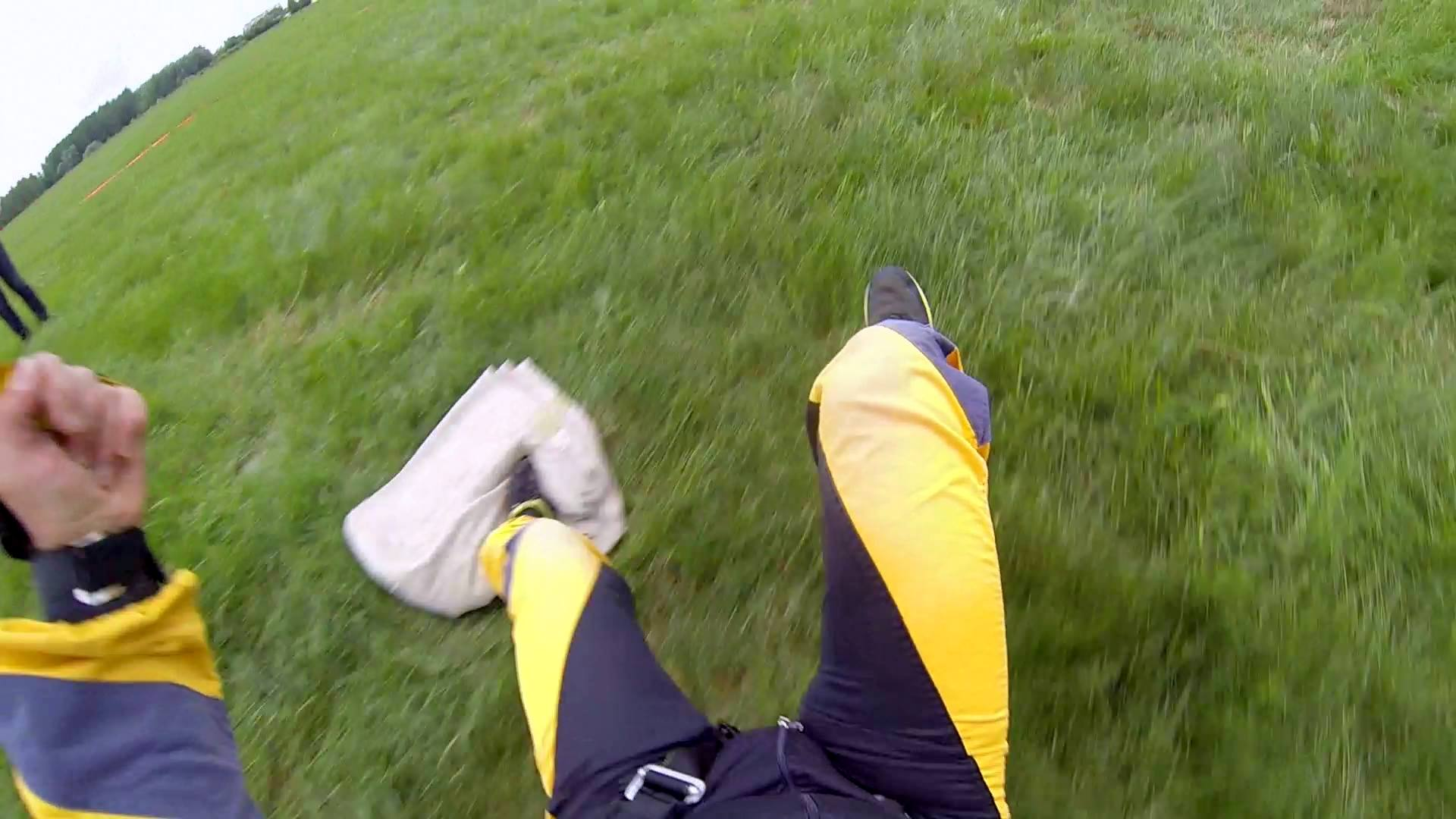
Wojciech Kielar – spadochrony „szybkie”

| Miejsce | Imię i nazwisko      | Nota łączna     | Drużyna           |
| 1.      | Grzegorz Wawrzyniak  | 0,00 cm, 40 cm  | ZPS Łódź          |
| 2.      | Tymoteusz Tabor      | 0,00 cm, 240 cm | Aeroklub Gliwicki |
| 3.      | Paweł Mostowski      | 0,00 cm, 400 cm | Aeroklub Gliwicki |
| 4.      | Zygmunt Cielebucki   | 0,00 cm, 830 cm | Rybnik            |
| 5.      | Wojciech Kielar      | 0,20 cm         | Aeroklub Gliwicki |
| 6.      | Jacek Bujny          | 0,94 cm         | Aeroklub Gliwicki |
| 7.      | Mariusz Bieniek      | 200 cm          | Aeroklub Gliwicki |
| 8.      | Zbigniew Łaski       | 210 cm          | Rybnik            |
| 9.      | Mirosław Zakrzewski  | 780 cm          | Aeroklub Gliwicki |
| 10.     | Dariusz Malinowski   | 790 cm          | ZPS Łódź          |
| 11.     | Rafał Duda           | 970 cm          | Gliwice II        |
| 12.     | Krzysztof Gołda      | 1440 cm         | Jaworzno          |
| 13.     | Marcin Krupa         | 1510 cm         | Aeroklub Gliwicki |
| 14.     | Leszek Tomanek       | 1600 cm         | Aeroklub Gliwicki |
| 15.     | st. sierż. Paweł Kot | 1830 cm         | 6 bpd Gliwice     |
| 16.     | Łukasz Geilke        | 1900 cm         | Opole             |
| 16.     | Artur Paszek         | 2060 cm         | Rybnik            |

### Klasyfikacja indywidualna (celność lądowania – spadochronyszkolne)

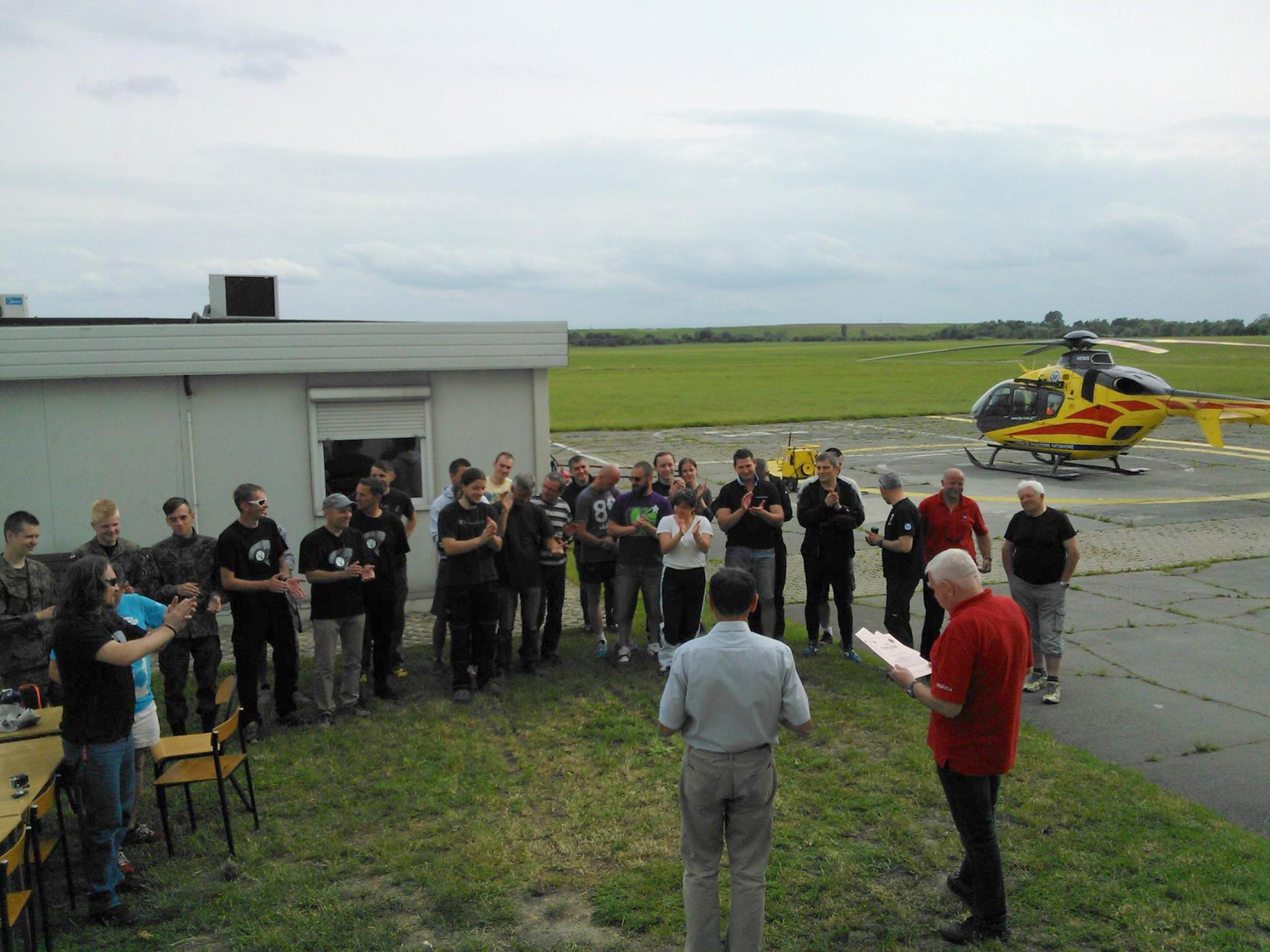
Odczytywanie wyników przez sędzię głównego Ryszarda Koczorowskiego'

| Miejsce | Imię i nazwisko        | Nota łączna | Drużyna           |
| 1.      | Cezary Pawlikowski     | 10 m        | Aeroklub Gliwicki |
| 2.      | mł. chor. Dariusz Frąc | 18 m        | 6 bpd Gliwice     |
| 3.      | Adam Bernacki          | 21 m        | Aeroklub Gliwicki |
| 4.      | Michał Witas           | 24 m        | Aeroklub Gliwicki |
| 5.      | Jakub Suliga           | 56 m        | Aeroklub Gliwicki |
| 6.      | Mateusz Kubiak         | 112 m       | Z.S.O. Knurów     |
| 7.      | Damian Nikiel          | 117 m       | Aeroklub Gliwicki |
| 8.      | Kamil Budziński        | 119 m       | Z.S.O. Knurów     |
| 9.      | Marek Morkisz          | 122 m       | Aeroklub Gliwicki |
| 10.     | Anna Budka             | 141 m       | Aeroklub Gliwicki |
| 11.     | Kamil Janecki          | 198 m       | Aeroklub Gliwicki |
| 12.     | Natalia Michalak       | 200 m       | Aeroklub Gliwicki |
| 13.     | Mateusz Rejnat         | 200 m       | Z.S.O. Knurów     |
| 14.     | Raweł Rutkowski        | 200 m       | Aeroklub Gliwicki |

### Klasyfikacja drużynowa (celność lądowania – spadochronyszybkie)

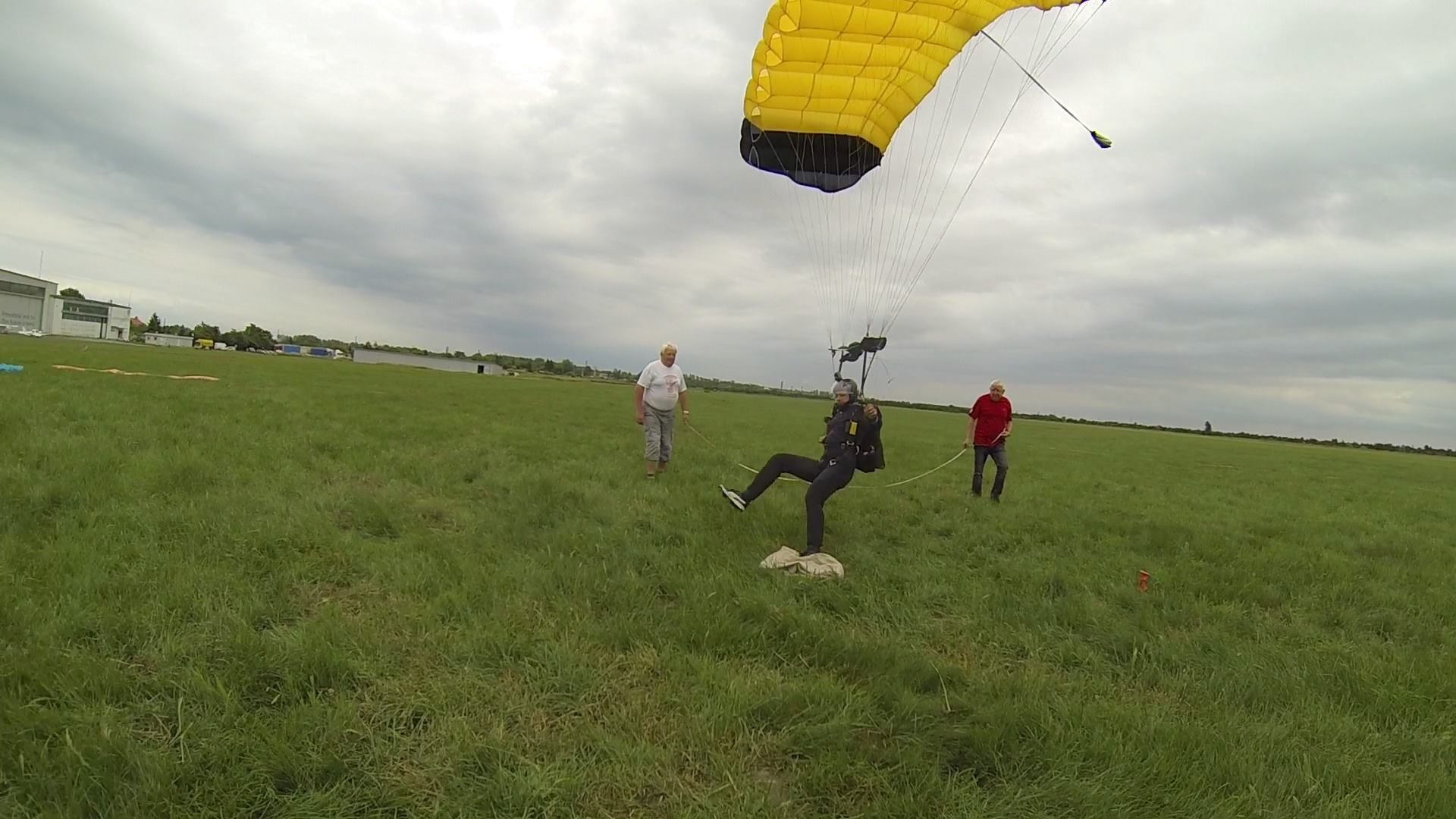
Paweł Mostowski – spadochrony „szybkie”

| Miejsce | Drużyna                | Zawodnicy           | Wynik zawodnika | Wynik drużyny |
| ------- | ---------------------- | ------------------- | --------------- | ------------- |
| 1.      | Ruda Team Gliwice      | Tymoteusz Tabor     | 2 pkt           | 12 pkt        |
| 1.      | Ruda Team Gliwice      | Paweł Mostowski     | 3 pkt           | 12 pkt        |
| 1.      | Ruda Team Gliwice      | Mariusz Bieniek     | 7 pkt           | 12 pkt        |
| 2.      | Inter Gliwice–ZPS Łódź | Grzegorz Wawrzyniak | 1 pkt           | 26 pkt        |
| 2.      | Inter Gliwice–ZPS Łódź | Dariusz Malinowski  | 10 pkt          | 26 pkt        |
| 2.      | Inter Gliwice–ZPS Łódź | Paweł Kot           | 15 pkt          | 26 pkt        |
| 3.      | Gliwice I              | Wojciech Kielar     | 5 pkt           | 28 pkt        |
| 3.      | Gliwice I              | Mirosław Zakrzewski | 9 pkt           | 28 pkt        |
| 3.      | Gliwice I              | Leszek Tomanek      | 14 pkt          | 28 pkt        |
| 4.      | Rybnik                 | Zygmunt Cielebucki  | 4 pkt           | 29 pkt        |
| 4.      | Rybnik                 | Zbigniew Łaski      | 8 pkt           | 29 pkt        |
| 4.      | Rybnik                 | Artur Paszek        | 17 pkt          | 29 pkt        |
| 5.      | Gliwice II             | Rafał Dud           | 11 pkt          | 37 pkt        |
| 5.      | Gliwice II             | Marcin Krupa        | 13 pkt          | 37 pkt        |
| 5.      | Gliwice II             | Łukasz Geilke       | 16 pkt          | 37 pkt        |

### Klasyfikacja drużynowa (celność lądowania – spadochronyszkolne)

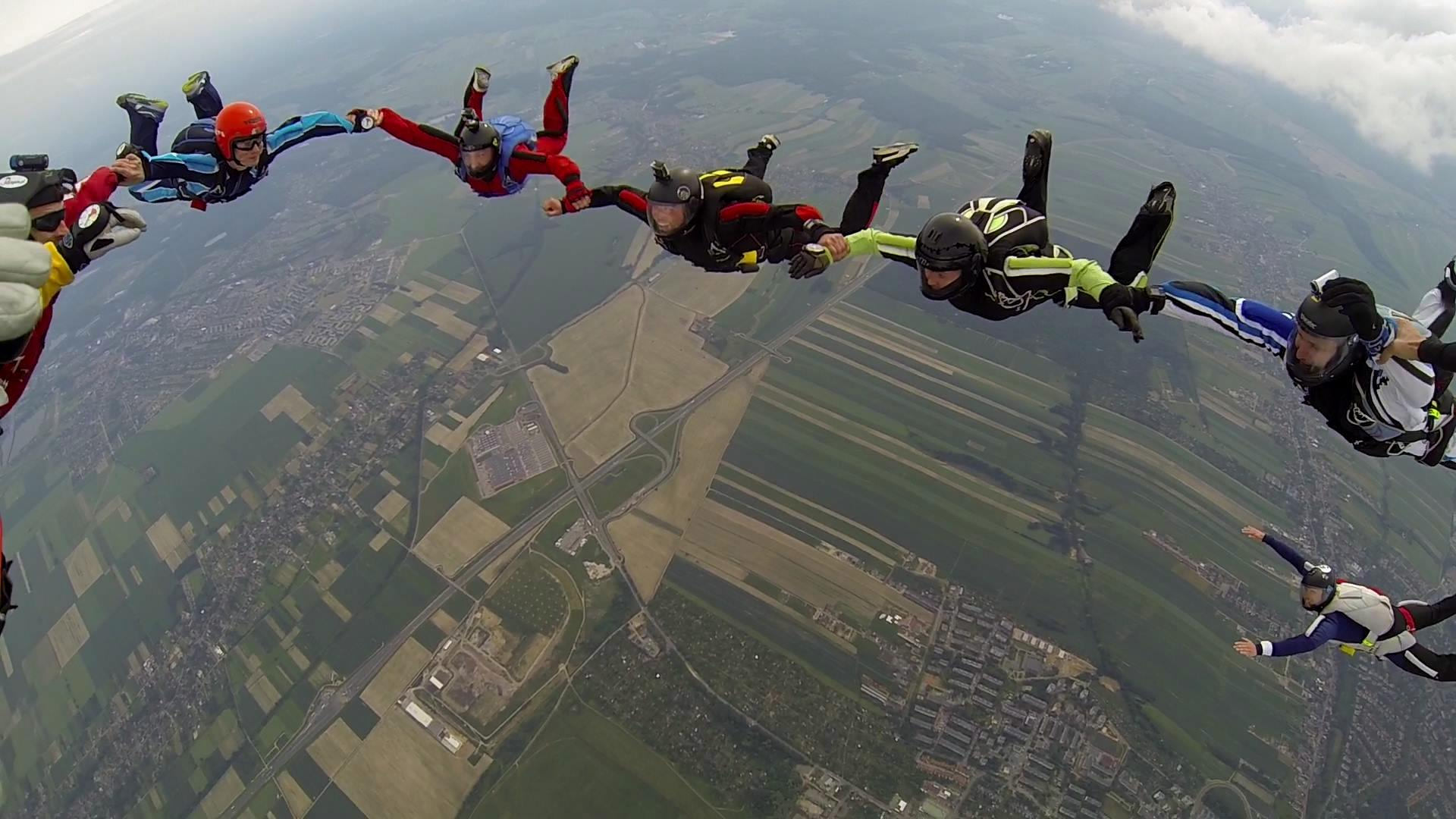
Wspólna gwiazda na zakończenie Mistrzostw Śląska 2016

| Miejsce | Drużyna       | Zawodnicy              | Wynik zawodnika | Wynik drużyny |
| ------- | ------------- | ---------------------- | --------------- | ------------- |
| 1.      | Gliwice I     | Cezary Pawlikowski     | 1 pkt           | 10 pkt        |
| 1.      | Gliwice I     | mł. chor. Dariusz Frąc | 2 pkt           | 10 pkt        |
| 1.      | Gliwice I     | Damian Nikiel          | 7 pkt           | 10 pkt        |
| 2.      | Gliwice II    | Adam Bernacki          | 3 pkt           | 12 pkt        |
| 2.      | Gliwice II    | Michał Witas           | 4 pkt           | 12 pkt        |
| 2.      | Gliwice II    | Jakub Suliga           | 5 pkt           | 12 pkt        |
| 3.      | Z.S.O. Knurów | Mateusz Kubiak         | 6 pkt           | 26 pkt        |
| 3.      | Z.S.O. Knurów | Kamil Budziński        | 8 pkt           | 26 pkt        |
| 3.      | Z.S.O. Knurów | Mateusz Rejtan         | 12 pkt          | 26 pkt        |
| 4.      | Gliwice III   | Anna Budka             | 10 pkt          | 33 pkt        |
| 4.      | Gliwice III   | Kamil Janecki          | 11 pkt          | 33 pkt        |
| 4.      | Gliwice III   | Paweł Rutkowski        | 12 pkt          | 33 pkt        |